# Agung Jati
Agung Jati is een bestuurslaag in het regentschap Ogan Komering Ulu van de provincie Zuid-Sumatra, Indonesië. Agung Jati telt 4338 inwoners (volkstelling 2010).